# South Saturn Delta
South Saturn Delta jest pośmiertnie wydaną kompilacją utworów studyjnych Jimiego Hendriksa, zawierającą 15 utworów nagranych pomiędzy 1967 a 1970 rokiem.

## Lista utworów
Autorem wszystkich utworów, chyba że zaznaczono inaczej jest Jimi Hendrix.
| Nr  | Tytuł utworu                                   | Długość |
| --- | ---------------------------------------------- | ------- |
| 1.  | „Look Over Yonder”                             | 3:25    |
| 2.  | „Little Wing”                                  | 2:44    |
| 3.  | „Here He Comes (Lover Man)”                    | 6:33    |
| 4.  | „South Saturn Delta”                           | 4:07    |
| 5.  | „Power of Soul”                                | 5:20    |
| 6.  | „Message to the Universe (Message to Love)”    | 6:19    |
| 7.  | „Tax Free” (Hansson/Karlsson)                  | 4:58    |
| 8.  | „All Along the Watchtower” (Dylan)             | 4:01    |
| 9.  | „The Stars That Play with Laughing Sam's Dice” | 4:20    |
| 10. | „Midnight”                                     | 5:32    |
| 11. | „Sweet Angel (Angel)”                          | 3:55    |
| 12. | „Bleeding Heart”                               | 3:15    |
| 13. | „Pali Gap”                                     | 5:08    |
| 14. | „Drifter’s Escape” (Dylan)                     | 3:05    |
| 15. | „Midnight Lightning”                           | 3:07    |
|     |                                                | 1:05:49 |

## Artyści nagrywający płytę
- Jimi Hendrix – gitara, śpiew,  gitara basowa – 4, 8, 11, śpiew towarzyszący – 5, 9
- Mitch Mitchell – perkusja, śpiew towarzyszący – 9

- Billy Cox – gitara basowa – 5, 6, 12, 13, 14, śpiew towarzyszący – 5
- Noel Redding – gitara basowa – 1, 3, 7, 9, 10, śpiew towarzyszący – 9
- Buddy Miles – perkusja – 5, śpiew towarzyszący – 5, instrumenty perkusyjne – 5
- Juma Sultan – instrumenty perkusyjne – 6, 13, 14
- Brian Jones – instrumenty perkusyjne – 8
- Dave Mason – 12-strunowa gitara akustyczna – 8
- Larry Lee – gitara rytmiczna 6
- Jerry Velez – instrumenty perkusyjne – 6
- Larry Faucette – instrumenty perkusyjne – 4

## Daty nagrań poszczególnych utworów
- „Look Over Yonder” – nagrywany 22 października 1968 w TTG Studios (Hollywood), zmiksowany przez Kramera i Jansena 11 maja 1971. Pierwotnie umieszczony na płycie Rainbow Bridge wydanej w 1971 roku.

- „Little Wing” – nagrywany 14 października 1967 w Olympic Studios (Londyn). Nagranie wcześniej niewydane.

- „Here He Comes (Lover Man)” – nagrywany 29 października 1968 w TTG Studios (Hollywood), zmiksowany 9 lipca 1997 przez Kramera w Electric Lady Studios. Nagranie wcześniej niewydane.

- „South Saturn Delta” – nagrywany 2 maja, 14 czerwca 1968 w Record Plant (Nowy Jork), zmiksowany przez Kramera i Johna Seymoura 11 lipca 1997 w Electric Lady Studios. Wcześniej niewydany alternatywny miks nagrania.

- „Power of Soul” – nagrywany 21 stycznia, 3 lutego w Record Plant, 22 sierpnia w Electric Lady Studios, zmiksowany przez Kramera 16 lipca 1997 w Electric Lady Studios. Wcześniej niewydana alternatywna wersja nagrania.

- „Message to the Universe (Message to Love)” – nagrywany 28 sierpnia w Hit Factory (Nowy Jork), zmiksowany przez Kramera 11 lipca 1997 w Electric Lady Studios. Nagranie wcześniej niewydane.

- „Tax Free” – nagrywany 26, 28 stycznia w Olympic Studios, 1 maja 1968 w Record Plant, zmiksowany przez Kramera i Jansena 26 stycznia 1972. Pierwotnie umieszczony na płycie War Heroes wydanej w 1972 roku.

- „All Along the Watchtower” – nagrywany 21, 26 stycznia 1968 w Olympic Studios. Wcześniej niewydany, alternatywny miks nagrania.

- „The Stars That Play with Laughing Sam's Dice” – nagrywany 19 lipca 1967 w Mayfair Studios (Nowy Jork), zmiksowany przez Kramera i Jansena 27 stycznia 1972 w Electric Lady Studios. Pierwotnie umieszczony na płycie Loose Ends wydanej w 1973 roku.

- „Midnight” – nagrywany 1, 3 kwietnia 1969 w Olmstead Studios (Nowy Jork), zmiksowany przez Kramera i Jansena 28 stycznia 1972 w Electric Lady Studios. Pierwotnie umieszczony na płycie War Heroes wydanej w 1972 roku.

- „Sweet Angel (Angel)” – nagrywany 13 listopada 1967 w Olympic Studios. Nagranie wcześniej niewydane.

- „Bleeding Heart” – nagrywany 24 marca w Record Plant, w czerwcu 1970 w Electric Lady Studios, zmiksowany przez Kramera i Jansena 11 marca 1971 w Electric Lady Studios.

- „Pali Gap” – nagrywany 1 lipca 1970 w Electric Lady Studios, zmiksowany przez Kramera i Jansena 12 maja 1971 w Electric Lady Studios. Pierwotnie umieszczony na płycie Rainbow Bridge wydanej w 1971 roku.

- „Drifter’s Escape” – nagrywany 17 czerwca, 19, 20 lipca, 22 sierpnia 1970 w Electric Lady Studios, zmiksowany przez Hendriksa i Kramera 22 sierpnia 1970 w Electric Lady Studios. Wcześniej niewydana, alternatywna wersja nagrania.

- „Midnight Lightning” – nagrywany 23 marca 1970 w Record Plant, zmiksowany przez Kramera 10 lipca 1997 w Electric Lady Studios. Nagranie wcześniej niewydane.